# Lloyd Levin
Lloyd A. Levin, född 1958 i Paramus, är en amerikansk filmproducent. Han är bror med doktor Steven J. Levin, professor vid Robert Wood Johnson Medical School och medicinsk direktör vid Saint John's Health Center (båda i New Jersey). Doktor Levin utsågs till Family Physician of the Year 2007 av American Academy of Family Physicians (AAFP). Lloyd Levin gick på Paramus High School fram till 1976.
Han började sin bana som producent 1988 för filmen Aldrig redo och samma år var han även medverkande under Die Hard. Levin har även varit med och producerat filmerna Die Hard 2 (1990), Rovdjuret 2 (1990), Event Horizon (1997), Boogie Nights (1997), Lara Croft: Tomb Raider (2001), Lara Croft Tomb Raider: The Cradle of Life (2003), Hellboy (2004), Hellboy II: The Golden Army (2008) och Watchmen (2009).

## Filmografi (urval)
- 1988 – Aldrig redo (associerad producent)
- 1988 – Die Hard (associerad producent, okrediterad)
- 1990 – Die Hard 2 (exekutiv producent)
- 1990 – Rovdjuret 2 (exekutiv producent)
- 1991 – Rocketeer
- 1997 – Event Horizon
- 1997 – Boogie Nights
- 1999 – Mystery Men
- 2001 – Lara Croft: Tomb Raider
- 2001 – K-PAX
- 2003 – Lara Croft Tomb Raider: The Cradle of Life
- 2004 – Hellboy
- 2008 – Hellboy II: The Golden Army
- 2009 – Watchmen
- 2010 – Green Zone